# Moana Waialiki
Moana de Motunui (o simplemente conocida como Moana; llamada Vaiana en España) es el personaje principal de la película Moana de 2016 de Walt Disney Animation Studios. Creada por los directores Ron Clements y John Musker, la actriz y cantante hawaiana Auliʻi Cravalho pone voz a Moana. Cuando era pequeña, Louise Bush le puso voz. Moana regresará en la secuela Moana 2 que se estrenará en 2024, así como una adaptación de acción real protagonizada por Catherine Laga'aia en 2026.
Inspirada en la mitología polinesia y en la cultura Rapanui (etnia) Moana es la hija del jefe de un poblado polinesio, que ha sido elegida por el propio océano para reunir una reliquia mística con la diosa Te Fiti. Cuando una plaga azota su isla, Moana zarpa en busca de Maui (Dwayne Johnson), un semidiós legendario, con la esperanza de devolver la reliquia a Te Fiti y salvar a su pueblo.
Moana recibió elogios generalizados de la crítica por su independencia, así como Cravalho por su interpretación vocal. En 2019, Moana se incorporó oficialmente a la alineación de Princesas Disney, convirtiéndose en la duodécima miembro.

## Desarrollo

### Concepción y escritura
Tras dirigir La princesa y el sapo (The Princess and the Frog) (2009), Clements y Musker empezaron a trabajar en una adaptación de Mort, de Terry Pratchett, pero problemas con la adquisición de los derechos cinematográficos necesarios les impidieron continuar con ese proyecto. Para evitar que ese problema se repitiera, propusieron tres ideas originales. La génesis de una de esas ideas (la que finalmente recibió luz verde) se produjo en 2011, cuando Musker comenzó a leer sobre mitología polinesia y se enteró de las hazañas heroicas del semidiós Māui. Intrigado por la riqueza cultural de la Polinesia, pensó que sería un tema adecuado para una película de animación. Poco después, Musker y Clements escribieron un tratamiento y se lo presentaron a John Lasseter, quien les recomendó que ambos realizaran viajes de investigación. En consecuencia, en 2012, Clements y Musker realizaron viajes de investigación a Fiyi, Samoa y Tahití para conocer a la gente del Océano Pacífico Sur y aprender sobre su cultura. Al principio, habían planeado hacer la película enteramente sobre Maui, pero sus viajes de investigación iniciales inspiraron a Clements a presentar una nueva idea centrada en la joven hija de un jefe.
Clements y Musker quedaron fascinados al enterarse durante su investigación de que los habitantes de la Polinesia dejaron bruscamente de hacer viajes de larga distancia hace unos tres mil años. Sus tradiciones de navegación eran anteriores a las de los exploradores europeos, que empezaron alrededor del año 300 de nuestra era. Los nativos del Pacífico conocían el mundo y su lugar en él antes de la incursión de los extranjeros. Por ejemplo, los kānaka maoli (nativos hawaianos) conocían bien la existencia de islas lejanas, tenían nombres para esos lugares y estaban interesados en explorarlos en beneficio de sus sociedades. Esta herencia viajera fue posible gracias a un sistema de conocimiento geográfico basado en perspectivas individuales y no en el sistema europeo de direcciones cardinales. Aún se desconocen las razones por las que se interrumpió esta tradición viajera, pero los estudiosos han apuntado al cambio climático y los consiguientes cambios en las corrientes oceánicas y los patrones de viento como una posible explicación. Los pueblos nativos del Pacífico reanudaron los viajes mil años después; Clements y Musker ambientaron la película en ese momento, hace unos dos mil años. La ambientación en una isla ficticia del Pacífico central se inspiró en elementos de las islas reales de Fiyi, Samoa y Tonga.
Taika Waititi escribió el guion inicial, pero regresó a Nueva Zelanda en 2012 para centrarse en su primer hijo recién nacido y en Lo que hacemos en las sombras (What We Do in the Shadows) (2014). El primer borrador se centraba en Moana como la única hija de una familia con "cinco o seis hermanos", en la que el género jugaba un papel importante en la historia. Sin embargo, los hermanos y los temas de género se eliminaron de la historia, ya que los directores pensaron que el viaje de Moana debía consistir en encontrarse a sí misma. Un borrador posterior presentaba al padre de Moana como el que quería reanudar la navegación del viaje, pero se reescribió para que se opusiera a la navegación y no eclipsara a Moana. En su lugar, Pamela Ribon propuso la idea de un personaje de abuela para la película, que serviría de mentora y vincularía a Moana con las tradiciones ancestrales. Otra versión se centraba en que Moana rescatara a su padre, que se había perdido en el mar. La historia de la película cambió drásticamente durante la fase de desarrollo, y esa idea sobrevivió finalmente sólo como un elemento sutil de la historia del padre.

### Voz
A finales de 2014, se inició una convocatoria para audiciones a nivel mundial para el papel de Moana. Cravalho no consideró la posibilidad de presentarse a la audición para Moana porque "ya se habían presentado muchas candidaturas estupendas a través de YouTube" y decidió centrarse en la escuela en su lugar, ya que estaba en su primer año que era "tan confuso como puede ser" Cravalho fue descubierto en una audición para actuar como entretenimiento en un evento sin fines de lucro, sin saber que el agente que había asistido a esas audiciones era el mismo de Moana. La agente Rachel Sutton preguntó a Cravalho si quería presentarse a la audición para Moana; fue la última chica en ser vista el último día de audiciones. Durante su audición, Cravalho cantó 30 segundos de su canción favorita de Disney Veo la luz (I See the Light), de Enredados (Tangled)), así como canciones hawaianas. Cravalho declaró que se sintió confundida durante toda la audición, especialmente en el proceso de selección, pero que "dio lo mejor de sí misma en la audición y funcionó muy bien". En octubre de 2015, Cravalho fue elegida oficialmente como actriz de doblaje de Moana, según declaró la productora Osnat Shurer: "Buscábamos a alguien que pudiera encarnar al personaje, con toda la fuerza y el compromiso, el humor, el corazón y la compasión. Cuando conocimos a Auliʻi, estaba dando vida a Moana".

"He crecido en una isla toda mi vida (y ella también) y ambos estamos profundamente conectados con nuestra cultura. Voy a una escuela totalmente hawaiana, así que incluso la mitología y el folclore de Maui es algo con lo que crecí. Me encanta que Disney se haya tomado el tiempo y el esfuerzo de investigar sobre nosotros y sobre nuestra cultura y encontrar esas maravillosas historias sobre Maui. (...) Su viaje es algo que yo también siento: el viaje para encontrarte a ti mismo. Es un tema recurrente del que creo que todo el mundo puede aprender".

 —Auli'i Cravalho sobre sus similitudes con Moana. 

Cravalho describió a Moana como valiente, bella, amable y fuerte, explicando que podría enumerar adjetivos "todo el día" y la calificó de modelo para todos, no sólo para las niñas. Además, afirmó que Moana reconoce sus deseos y está ansiosa por conseguirlos. La actriz disfrutó viendo su desarrollo y su ayuda para hacer crecer su cultura. Cravalho afirmó que Moana es "diferente" de otros personajes de Disney, ya que fue "descrita realmente como una heroína de Disney", siendo a la vez "empoderada y potenciadora" y no teniendo un interés amoroso. La comparó con Mulan, ya que ambas eran "patea traseros". Cravalho "disfrutó mucho y siempre se sentirá profundamente conectada con Moana y con ponerle voz como la heroína fuerte, independiente y hermosa que es".

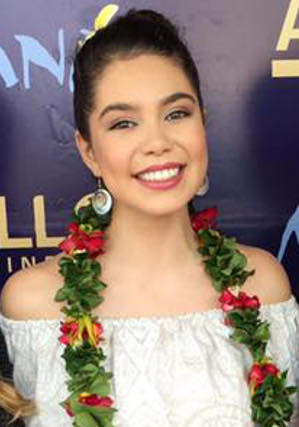
La cantante hawaiana Auliʻi Cravalho pone voz a Moana en las versiones inglesa y hawaiana de Moana (2016).

Como Cravalho nunca había trabajado en una película profesional, se sorprendió de muchas cosas durante el proceso. Llegó a grabar una línea hasta "30 o 40 veces". Explicó que un acento o énfasis diferente en una palabra concreta podía crear emociones diferentes. 40 ingenieros la escuchaban y atendían a cada gruñido, cambio de voz y cambio de volumen que Cravalho hacía, escuchando la emoción exacta que querían dar en la película. Normalmente, los directores decidían qué toma se incluiría en la película final. También le resultaba difícil sentirse cómoda en la cabina de grabación; normalmente, había cámaras para que los animadores pudieran añadir expresiones faciales realistas al personaje. No estaba segura de cómo debía actuar mientras las cámaras la grababan. Cuando cantaba, Cravalho necesitaba que bajaran las luces. Lo pidió porque no quería sentir que nadie la vigilaba, ya que había directores, animadores y guionistas observándola, a veces dibujándola y otras viendo cómo pronunciaba las palabras. Cravalho no estaba acostumbrado a las cámaras y al proceso de "luces, cámara, acción" y nunca grabó con los coprotagonistas Dwayne Johnson, Temuera Morrison o Rachel House. Cravalho volvió a interpretar el papel en 2017, doblando de nuevo al personaje en el doblaje especial en hawaiano de la película.

#### Versiones internacionales
Cuando la película se estrenó en los cines de todo el mundo, contaba con 45 versiones en total, incluido un doblaje especial en tahitiano creado específicamente para la película. En junio de 2017, se anunció una versión en lengua maorí de la película, con cuatro actores de doblaje del reparto original en inglés. Tres semanas después, se presentó a la neozelandesa Jaedyn Randell como la voz de Moana. La película se estrenó en septiembre de 2017. Ese mismo año, Shruti Rane (hindi) retomó su papel en la versión en bengalí de la película. En noviembre de 2017, se anunció que se estaba realizando un doblaje en hawaiano, con Auliʻi Cravalho retomando su papel de Moana. La película se estrenó el 10 de junio de 2018.
En muchos países europeos, el nombre de Moana se cambió por "Vaiana" debido a un conflicto de marcas. La película se estrenó en esos países para llevar el nombre alternativo en el título.     Las versiones destacadas se estrenaron después de 2016
| Actores de doblaje de Moana en todo el mundo | Actores de doblaje de Moana en todo el mundo | Actores de doblaje de Moana en todo el mundo | Actores de doblaje de Moana en todo el mundo           |
| Idioma                                       | Habla                                        | Canto                                        | Nombre                                                 |
| -------------------------------------------- | -------------------------------------------- | -------------------------------------------- | ------------------------------------------------------ |
| Árabe                                        | إلهام صبري (Ilham Sabry)                     | كارمن عصام سليمان (Carmen Essam Suleiman)    | موانا (Moana)                                          |
| Bengalí                                      |                                              | श्रुति राणे (Shruti Rane)                         | মোয়ানা (Moana)                                            |
| Búlgaro                                      | Михаела Маринова (Mihaela Marinova)          | Михаела Маринова (Mihaela Marinova)          | Ваяна (Vaiana)                                         |
| Cantonés                                     | 蘇麗珊 (So Lai Shan)                         | 蘇麗珊 (So Lai Shan)                         | 莫娜 (Moana)                                           |
| Catalán                                      | Cristal Barreyro                             | Ana Fernández Pellicer                       | Vaiana                                                 |
| Croata                                       | Mia Negovetić                                | Mia Negovetić                                | Vaiana                                                 |
| Checo                                        | Michaela Tomešová                            | Michaela Tomešová                            | Vaiana                                                 |
| Danés                                        | Clara Rugaard                                | Clara Rugaard                                | Vaiana                                                 |
| Neerlandés                                   | Vajèn van den Bosch                          | Vajèn van den Bosch                          | Vaiana                                                 |
| Inglés                                       | Auliʻi Cravalho                              | Auliʻi Cravalho                              | Moana Vaiana (Europa excepto el Reino Unido e Irlanda) |
| Estonio                                      | Emma Tross                                   | Kelly Tulvik                                 | Vaiana                                                 |
| Finés                                        | Yasmine Yamajako                             | Yasmine Yamajako                             | Vaiana                                                 |
| Flamenco                                     | Laura Tesoro                                 | Laura Tesoro                                 | Vaiana                                                 |
| Francés (Canadá)                             | Cerise Calixte                               | Cerise Calixte                               | Moana                                                  |
| Francés (Europa)                             | Cerise Calixte                               | Cerise Calixte                               | Vaiana                                                 |
| Alemán                                       | Lina Larissa Strahl                          | Debby van Dooren                             | Vaiana                                                 |
| Griego                                       | Μαρίνα Σάττι (Marina Satti)                  | Μαρίνα Σάττι (Marina Satti)                  | Βαϊάνα (Vaiana)                                        |
| Hawaiano                                     | Auliʻi Cravalho                              | Auliʻi Cravalho                              | Moana                                                  |
| Hebreo                                       | משי קלינשטיין (Meshi Kleinstein)             | משי קלינשטיין (Meshi Kleinstein)             | מואנה (Moana)                                          |
| Hindi                                        | मुस्कान जाफरी (Muskkaan Jafri)                    | श्रुति राणे (Shruti Rane)                         | मोआना (Moana)                                            |
| Húngaro                                      | Faluvégi Fanni                               | Faluvégi Fanni                               | Vaiana                                                 |
| Islandés                                     | Agla Bríet Einarsdóttir                      | Agla Bríet Einarsdóttir                      | Vaiana                                                 |
| Indonesio                                    | Miranti Anna Juantara                        | Miranti Anna Juantara                        | Moana                                                  |
| Italiano                                     | Emanuela Ionica                              | Chiara Grispo                                | Vaiana                                                 |
| Japonés                                      | 屋比久知奈 (Tomona Yabiku)                   | 屋比久知奈 (Tomona Yabiku)                   | モアナ (Moana)                                         |
| Kazajo                                       | Назерке Серікболова (Nazerke Serikbolova)    | Назерке Серікболова (Nazerke Serikbolova)    | Моана (Moana)                                          |
| Coreano                                      | 김수연 (Kim Su-yeon)                         | 김소향 (Kim So-Hyang)                        | 모아나 (Moana)                                         |
| Letón                                        | Vanda Siliņa                                 | Vanda Siliņa                                 | Vaiana                                                 |
| Lituano                                      | Dorotėja Kravčenkaitė                        | Dorotėja Kravčenkaitė                        | Vaiana                                                 |
| Malayo                                       | Mae Elliessa                                 | Mae Elliessa                                 | Moana                                                  |
| Chino mandarín (China)                       | 刘美麟 (Liú Měi-Lín)                         | 刘美麟 (Liú Měi-Lín)                         | 莫娜 (Moana)                                           |
| Chino mandarín (Taiwán)                      | 曾詩淳 (Céng Shī-Chún)                       | 吳以悠 (Wú Yǐ-Yōu)                           | 莫娜 (Moana)                                           |
| Maorí                                        | Jaedyn Randell                               | Jaedyn Randell                               | Moana                                                  |
| Noruego                                      | Nora Gjestvang                               | Nora Gjestvang                               | Vaiana                                                 |
| Polaco                                       | Weronika Bochat                              | Weronika Bochat                              | Vaiana                                                 |
| Portugués brasileño                          | Any Gabrielly                                | Any Gabrielly                                | Moana                                                  |
| Portugués europeo                            | Luz Fonseca                                  | Sara Madeira                                 | Vaiana                                                 |
| Rumano                                       | Ana Bianca Popescu                           | Ana Bianca Popescu                           | Vaiana                                                 |
| Ruso                                         | Зинаида Куприянович (Zinaida Kupriyanovich)  | Зинаида Куприянович (Zinaida Kupriyanovich)  | Моана (Moana)                                          |
| Serbio                                       | Ивона Рамбосек (Ivona Rambosek)              | Ивона Рамбосек (Ivona Rambosek)              | Вајана (Vaiana)                                        |
| Eslovaco                                     | Monika Potokárová                            | Monika Potokárová                            | Vaiana                                                 |
| Esloveno                                     | Katja Ajster                                 | Katja Ajster                                 | Vaiana                                                 |
| Español (Europa)                             | Cristal Barreyro                             | María Parrado                                | Vaiana                                                 |
| Español (Latinoamérica)                      | Sara Paula Gómez Arias                       | Sara Paula Gómez Arias                       | Moana                                                  |
| Sueco                                        | Wiktoria Johansson                           | Wiktoria Johansson                           | Vaiana                                                 |
| Tahitiano                                    | Sabrina Laughlin                             | Sabrina Laughlin                             | Moana                                                  |
| Tamil                                        | M. Haripriya                                 | M. Haripriya                                 | மோனா (Moana)                                             |
| Tailandés                                    | ไมร่า มณีภัสสร มอลลอย (Myra Molloy)             | ไมร่า มณีภัสสร มอลลอย (Myra Molloy)             | โมอาน่า (Moana)                                         |
| Turco                                        | Ezgi Erol                                    | Ezgi Erol                                    | Moana                                                  |
| Ucraniano                                    | Маргарита Мелешко (Margarita Meleshko)       | Маргарита Мелешко (Margarita Meleshko)       | Ваяна (Vaiana)                                         |
| Vietnamita                                   | Trần Minh Như                                | Trần Minh Như                                | Moana                                                  |

### Representación
En abril de 2023, se anunció que Walt Disney Pictures estaba desarrollando una nueva versión cinematográfica de acción real de Moana, con producción ejecutiva de Auliʻi Cravalho, que no repetiría su papel, pero participaría en la audición de su sustituta. En julio, la audición para esta sustituta se pausó debido a la huelga SAG-AFTRA de 2023 (Screen Actors Guild-American Federation of Television and Radio Artists; Sindicato de Actores de Cine-Federación Estadounidense de Artistas de Radio y Televisión).

### Personalidad y diseño
Musker explicó que él y Clements invitaron a una historia sin romance y alternativamente, centrada en el empoderamiento femenino con calidad de True Grit: "La chica decidida que forma equipo con un tipo fracasado. Viven una aventura y ella encuentra su verdadera vocación y de paso, salva el mundo". También dijo que apreciaba la idea de una "princesa de acción y aventuras que pudiera lanzarse por acantilados y luchar contra monstruos". Shurer afirmó que, para hacer una protagonista femenina, necesitaban "hacerla completa en sí misma y por sí misma". Además, dijo que querían que Moana fuera asertiva y que tuviera tanto compasión como coraje para diferenciarla de otros personajes.
El equipo creativo decidió crear para Moana un modelo realista con el que las niñas pudieran identificarse, lo suficientemente fuerte como para ser creíble en actividades como nadar, trepar a un árbol y saltar por un acantilado. Shurer declaró que fue una decisión "absolutamente" consciente, explicando además que, puesto que estaban escribiendo un "viaje de héroes" (Hero's journey), ella tenía que ser identificable para todos. Musker dijo que esto fue intencionado y en parte motivado por la esperanza de que fuera distintiva. Además, pretendían crear un "héroe de acción" experimentado. Los dibujos de desarrollo visual de los habitantes del Pacífico Sur también tenían cuerpos realistas. Musker dijo que "parecía correcto" que tuviera este cuerpo, ya que Moana realizaba muchas acrobacias que requerían mucho físico. También había mujeres que trabajaban en Moana que esperaban mucho que tuviera un cuerpo realista.
Para que el pelo fuera más realista y expresivo, se creó un nuevo programa, Quicksilver. Se crearon las Disney Elastic Rods para el pelo rizado de Moana y el Multicurvas para la nueva información sobre el rizado. Para que el pelo pareciera realista cuando se mojaba, los animadores hicieron que modelos con un pelo similar al de Moana sumergieran la cabeza en agua. Se crearon "equipos capilares impulsados por colisiones" que abrieron "las posibilidades de lo que el pelo del personaje era capaz de hacer". La dirección artística y la continuidad se vieron influidas por la libertad de movimiento, y la mayor parte de la actuación se realizó mediante simulación. Se desarrolló un nuevo nodo de agarre para ayudar a los rizos del pelo de Moana a interactuar y chocar. Se necesitaban varios niveles de viento para el pelo del personaje, ya que la película estaba ambientada en exteriores; como resultado, la mayoría de las tomas del pelo fueron la primera vez que los animadores de Disney animaban este tipo de planos.
Los diseñadores de vestuario querían que el vestido de Moana fuera lo más auténtico posible para su cultura. Por ejemplo, el color rojo del vestido de Moana se utilizaba para simbolizar la realeza de la época y como no existían los botones, la artista de desarrollo visual Neysa Bové añadió un colmillo de jabalí para mantener unido el vestido. Bové declaró que la parte superior de Moana está hecha de morera y la falda, de pandanas. Bové añadió una abertura en la parte delantera del vestido de Moana para que pudiera realizar las distintas actividades que hace en la película. Afirmó que, en el caso de Moana, se llevó a cabo una gran labor de investigación en las islas del Pacífico, donde transcurre la película. Sin embargo, la película iba a ambientarse 2.000 años antes, por lo que las referencias fotográficas eran imposibles. En su lugar, adquirieron referencias materiales del Banco Fiduciario Oceánico (Oceanic Trust). Se hizo mucha exploración para el collar de Moana, que se ve durante la mayor parte de la película.

Encontramos esta concha de abulón. En realidad es un molusco que se encuentra en todas las islas del Pacífico. Lo bonito de esta concha es que parece una roca hasta que empiezas a rasparla y descubres el precioso abulón que hay debajo, con todos los colores del océano [...] Añadí una especie de curva a la concha y es una bonita yuxtaposición entre la tierra y el mar, y como viajera que es, utiliza las estrellas para navegar, así que añadí unas estrellas talladas en la parte superior de la concha".

—Bové, al estilo Disney

## Apariciones

### Películas

#### Moana(2016)
Tala, la abuela de Moana, cuenta la historia de Maui, el semidiós del viento y el mar que cambia de forma y es el maestro de la navegación, que robó el corazón de la diosa Te Fiti. Sin embargo, Te Fiti se desintegra y Maui es atacado por Te Kā, un demonio volcánico. Su anzuelo mágico y el corazón de Te Fiti se pierden en el océano. El océano elige entonces a Moana para devolver el corazón a Te Fiti. Tui y Sina, la madre de Moana, intentan alejarla del océano para prepararla para convertirse en la jefa de la isla. Dieciséis años después, una plaga azota su isla y para intentar evitarlo, Moana sugiere ir más allá del arrecife, lo que su padre le prohíbe. Lo intenta con el cerdo Pua, pero las olas la dominan y naufraga de vuelta a la costa. Tala le muestra a Moana una caverna secreta llena de barcos y le revela que sus antepasados eran viajeros, pero que dejaron de viajar cuando el corazón de Te Fiti fue robado porque el océano ya no era seguro. Además, explica que Te Kā está causando la plaga y que ella debe buscar a Maui y el corazón para detenerla. En su lecho de muerte, Tala convence a Moana para que lo haga.
Al zarpar en un camakau desde la caverna, Moana es sorprendida por un tifón y naufraga en una isla donde encuentra a Maui, que presume de sus logros. Moana le exige que le devuelva el corazón, pero él se niega y la atrapa en una cueva. Escapa y se enfrenta a Maui, que la deja subir al camakau a regañadientes. Entonces son atacados por los Kakamora (piratas del coco) que, como otras criaturas, buscan el corazón. Moana y Maui escapan y Moana convence a Maui para que la ayude diciéndole que ya no es un héroe y que debería redimirse devolviéndole el corazón. Primero, Moana y Maui deben recuperar el anzuelo de Maui en Lalotoi, el Reino de los Monstruos, de Tamatoa, un cangrejo cocotero gigante. Maui coge su anzuelo, pero descubre que ya no puede controlar su cambio de forma. Moana burla a Tamatoa y escapan. Maui revela a Moana que se convirtió en semidiós después de que sus padres mortales lo abandonaran, los dioses se apiadaron de él y le concedieron poderes. Tras la confesión de Maui, los dos se acercan.
Tras llegar a la isla de Te Fiti, son atacados por Te Kā. Moana se niega a dar marcha atrás, lo que daña gravemente el garfio de Maui. No dispuesto a perder su garfio en otro enfrentamiento, Maui abandona a una llorosa Moana, que pide al océano que encuentre a otra persona que le devuelva el corazón y pierde la esperanza. El océano accede y se lleva el corazón, pero aparece el espíritu de Tala, que inspira a Moana a encontrar su verdadera vocación. Recupera el corazón y navega de vuelta para enfrentarse a Te Kā. Maui regresa, habiendo cambiado de opinión, y gana tiempo para que Moana llegue a Te Fiti luchando contra Te Kā, destruyendo su garfio en el proceso. Moana descubre que Te Fiti ha desaparecido y se da cuenta de que Te Kā es Te Fiti, corrompida sin su corazón. Moana le dice al océano que abra un camino que le permita devolver el corazón a Te Fiti, y la diosa restaurada cura el océano y las islas de la plaga. Maui se disculpa ante Te Fiti, que restaura su garfio y regala a Moana un nuevo barco antes de caer en un profundo sueño y convertirse en una montaña. Moana se despide de Te Fiti y regresa a casa, donde se reúne con sus padres. Retoma su papel de jefa y exploradora, guiando a su pueblo en la reanudación de su viaje.

#### Ralph Breaks the Internet(2018)
Una versión "meta" del personaje aparece junto a otras Princesas Disney y Elsa y Anna de Frozen (Frozen) (2013) en la secuela de Wreck-It Ralph (2012), Ralph Breaks the Internet (2018). Cuando algunas de las princesas describen a +cómo miran fijamente al "agua importante" para inspirarse en sus canciones, Moana dice que mira fijamente al océano. Más tarde, cuando Ralph está cayendo de una torre y necesita ser salvado por las princesas, Moana hace que el agua de una fuente suba en espiral para que Elsa pueda congelarla en un tobogán y frenar la caída de Ralph, diciendo "De nada" después de salvarlo.

#### Moana 2(2024)
En diciembre de 2020, se anunció que Moana tendría una serie de televisión animada con su propio título que se estrenaría en Disney+ en 2023. Más tarde, la serie se convirtió en una secuela cinematográfica, Moana 2, estrenada en noviembre de 2024.

#### Moana(2026)
En abril de 2023, se anunció que Walt Disney Pictures estaba desarrollando una nueva versión cinematográfica de acción real de Moana para su estreno en 2025, con la producción ejecutiva de Auliʻi Cravalho, que no repetiría su papel, pero participaría en la audición de su sustituta. En julio, la audición para esta sustituta se interrumpió debido a la huelga SAG-AFTRA de 2023. Dwayne Johnson declaró en febrero de 2024 que se había elegido a una actriz para el papel protagonista, pero que se mantenía intencionadamente en secreto. Tras la presentación de Moana 2, la película se retrasó hasta 2026. En junio de 2024 se anunció que la actriz australiana Catherine Laga'aia interpretaría a Moana.

### Televisión

#### Lego Disney Princess: The Castle Quest
Moana aparece como uno de los personajes principales del especial animado de Lego, Lego Disney Princess: The Castle Quest, estrenado en Disney+ el 18 de agosto de 2023.

### Mercancía
En 2019, Moana se incorporó a la línea de Princesas Disney, convirtiéndose en la duodécima miembro de la franquicia mediática, y línea de juguetes con protagonistas femeninas de varias películas animadas de Disney. En 2016, Disney lanzó una muñeca Moana con embalaje sostenible. El 17 de noviembre de 2016, Disney lanzó Moana: Carrera de ritmos (Moana: Rhythm Run), un juego prémium para móviles, además de añadir contenido de Moana a Disney Stickers, Disney Crossy Road, Disney Emoji Blitz, Disney Story Central y Disney Jigsaw Puzzles. El 2 de enero de 2017, Disney lanzó Moana: Island Life, un juego gratuito para móviles.

#### Parques temáticos

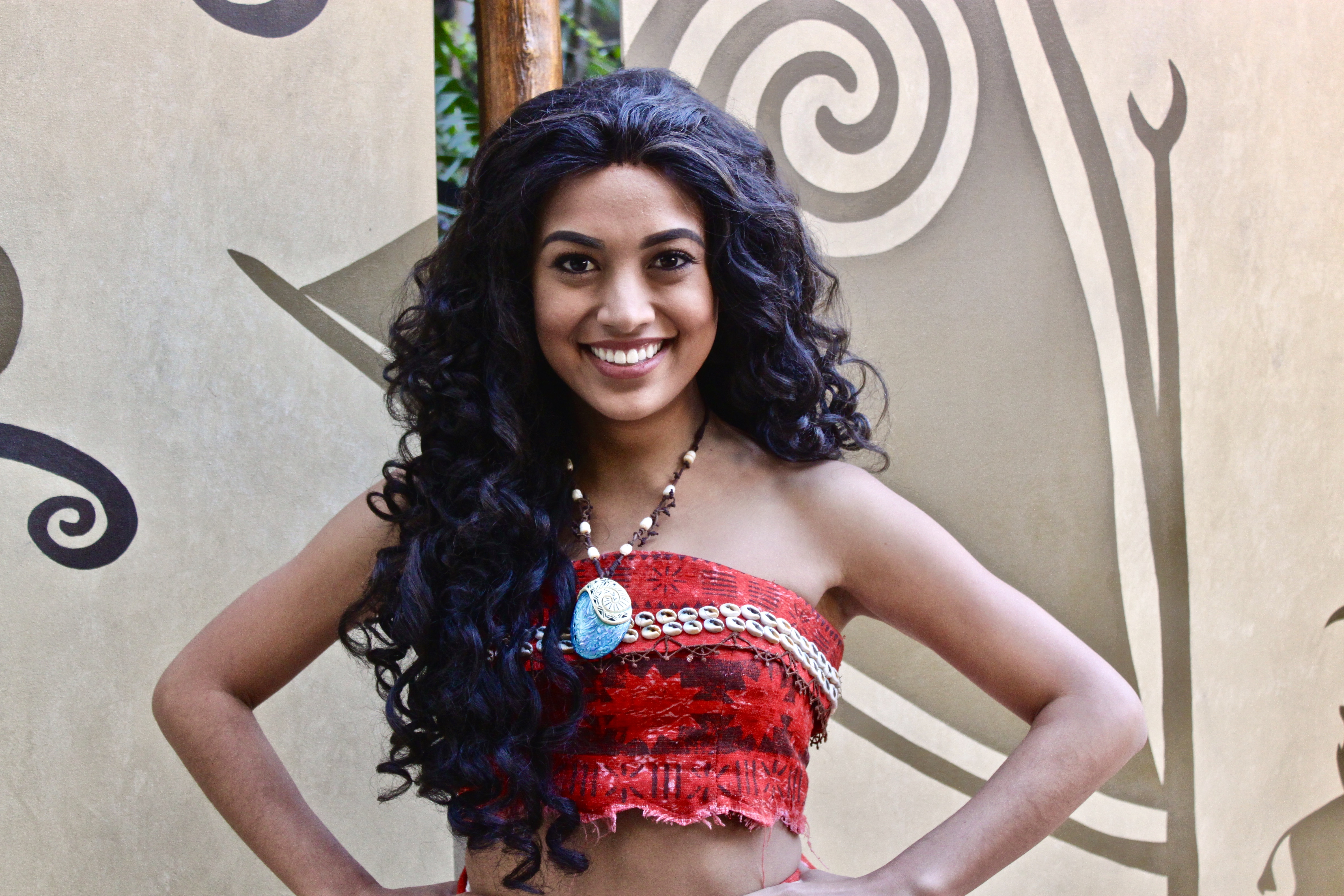
Moana, tal y como aparece en los Parques Disney.

El 16 de noviembre de 2016, antes del estreno de su película, Moana hizo su debut en Walt Disney World, haciendo encuentros y reuniones en Disney's Polynesian Resort. El 18 de noviembre de 2016, Moana apareció en un desfile sorpresa previo a la cabalgata Feliz cumpleaños Micke en Disneylandia de París. El 20 de noviembre de 2016, en Disneylandia de París, Moana comenzó a hacer encuentros y reuniones en el área interactiva posterior al espectáculo Animation Station de Art of Disney Animation. Desde su debut el 12 de mayo de 2017, Moana apareció en Felices Para Siempre (Happily Ever After) en Magic Kingdom, cantando "Cuan Lejos Voy" (How Far I'll Go). Tras la remodelación de Es un mundo pequeño (It's A Small World) en Disneylandia de Tokio , Moana y Pua aparecieron en la escena polinesia. Desde el estreno del espectáculo escénico el 25 de mayo de 2018, Moana actuó en Moana: Celebración del regreso a casa (Moana: A Homecoming Celebration) en Disneylandia de Hong Kong. Moana también ha aparecido en Explosión de Verano (Summer Blast) en Disneylandia de Shanghái desde 2019. Desde su apertura el 16 de octubre de 2023, el día del centenario de la compañía Walt Disney, Moana apareció en una nueva ubicación de conocer y saludar llamada Saludos de los Personajes (Character Greetings), justo ubicada en al lado del Paseo del Viaje del Agua (Journey of Water) en los vecindarios de World Nature en EPCOT (Experimental Prototype Community of Tomorrow; Prototipo experimental de la Comunidad del Mañana).

## Recepción

### Crítica
"Elige ser una líder con visión de futuro para su pueblo en sus propios términos, en lugar de una princesa estereotipada que necesita ser rescatada, algo que la película reconoce con divertida complicidad. Tiene la sabiduría de respetar las tradiciones de su pueblo y la valentía de abrir su propio camino hacia el futuro".

—Christy Lemire, crítico de cine de RogerEbert.com

The Verge afirmó que Moana es un personaje completo con un cuerpo creíble, aunque idealizado. También alabaron su ingenio y el hecho de que no acabe en pareja al final de la película. IGN (Imagine Games Network; Red de juegos imaginarios) transmitió que es un maravilloso modelo a seguir por su perseverancia y valentía. Victoria McNally, afirma que es la princesa Disney más revolucionaria al no tener un interés amoroso, ser una buena líder y abrazar su cultura. A. O. Scott, de The New York Times, dijo que Moana era "inspiradora" por su inteligencia, valentía y decencia. El hecho de que Moana no pretendiera conocer a un príncipe fue elogiado por Firstpost. El escritor de Plugged In, Bob Hoose, alabó la concentración, determinación y el hecho de que Moana fuera capaz de enfrentarse a la muerte para arreglar los errores del pasado The Times of India, escribió "ella también conquista tu corazón. No te arrepentirás de zarpar y viajar con ella". The Guardian, elogió a Moana porque se preocupaba por la naturaleza y estaba dispuesta a enfrentarse a los retos del futuro. Variety, la describió como "una de las heroínas más notables de Disney hasta la fecha", ya que no esperó a un príncipe y tomó las riendas de su propio destino. The Stanford Daily, elogió el desarrollo de Moana y sus "rasgos humanos", que no estaban presentes en las anteriores Princesas Disney.
Cravalho también recibió elogios por su voz y su canto. Screen Rant, calificó su actuación de "animada y carismática". Common Sense Media, afirmó que Cravalho y Johnson compartían una "química refrescante de estudiante y mentor". Firstpost, dijo que iba a ser una "gran estrella" en el futuro y consideró que su "enloquecedor" registro de canto era una de las cosas más sorprendentes de la película. Rolling Stone, describió la actuación de Cravalho como descarada. The Guardian y Radio Times consideraron que la voz y el canto de Cravalho eran hermosos. RogerEbert.com, dijo que Cravalho mostraba habilidades superiores a su edad y elogió su gracia, sincronización y energía Flixist, escribió que Cravalho era un "deleite absoluto" The New Zealand Herald, comparó su voz con la de Mickey Mouse Club The Hollywood Reporter, se mostró impresionado por su voz y elogió su rango de canto. Entertainment Weekly, escribió que Cravalho "lució sus tuberías" durante la canción "Quiero" (I Want) de Moana "Cuán lejos voy" (How Far I'll Go).
Sin embargo, el personaje no ha estado exento de críticas. ScreenCrush, afirmó que "no es imposible" criticar las "decepcionantes cualidades" de Moana. Film Inquiry, consideró que a Moana le faltaba originalidad e imprevisibilidad en su arco argumental y la calificó de "calco de todas las demás Princesas Disney". Asimismo, Den of Geek, consideró desafortunado que Moana fuera una "inversión" de Ariel de La Sirenita (The Little Mermaid).

### Galardones
Moana recibió una nominación a la Mejor Animación Femenina de la Alianza de Mujeres Periodistas de Cine (Alliance of Women Film Journalists), empatando en el premio con Judy Hopps de Zootopia. Además, Moana y Maui fueron nominadas a Mejor Amigas en los Kids' Choice Awards de 2017, perdiendo el premio frente a los personajes de Zootopia. Cravalho también ha recibido y ha sido nominada a otros premios, como el Premio Annie a la Mejor Actuación de Voz y dos Teen Choice Awards, ganando uno a la Mejor Actriz Revelación.